# Bekir Özlü
Bekir Özlü (nascido Betkili Shukvani; em georgiano:  ბეთქილ შუკვანი; Mestia, 30 de agosto de 1988) é um judoca georgiano naturalizado turco.
Participou dos Jogos Olímpicos de Verão de 2012 em Londres, mas não obteve nenhuma medalha, tendo saído na segunda rodada representando a Geórgia. Em 2015 naturalizou-se pela Turquia e adotou nome e sobrenome turcos. No ano seguinte competiu nos Jogos Olímpicos de Verão de 2016, no Rio de Janeiro, mas caiu logo em sua primeira luta representando seu novo país.